# Bert Stevens (Pokerspieler)
Bert „girafganger7“ Stevens ist ein professioneller belgischer Pokerspieler, der fast ausschließlich online spielt. Er führte für insgesamt 6 Wochen die Onlinepoker-Weltrangliste an und gewann 2023 ein Bracelet beim Main Event der World Series of Poker Online.

## Pokerkarriere

### Online
Stevens spielt seit Januar 2012 Onlinepoker. Er spielt unter den Nicknames girafganger7 (PokerStars) sowie girafganger (partypoker) und nutzt bei GGPoker seinen echten Namen. Seine Online-Turniergewinne belaufen sich auf knapp 16,5 Millionen US-Dollar, womit er zu den erfolgreichsten Onlineturnierspielern zählt. Den Großteil von mehr als 8,5 Millionen US-Dollar erspielte sich der Belgier auf der Plattform PokerStars, auf der er sich 2017, 2018 und 2020 jeweils einen Titel bei der World Championship of Online Poker sicherte. Bei der von Juli bis September 2020 aufgrund der COVID-19-Pandemie auf GGPoker erstmals ausgespielten World Series of Poker Online (WSOPO) erzielte Stevens 12 Geldplatzierungen. Nach 9 Geldplatzierungen bei der WSOPO 2021 und 3 bei der WSOPO 2022, kam er bei der WSOPO 2023 10-mal auf die bezahlten Plätze. Dabei gewann der Belgier Anfang Oktober 2023 das Main Event und sicherte sich ein Bracelet sowie den Hauptpreis von mehr als 2,7 Millionen US-Dollar.
Vom 27. Mai bis 2. Juni 2017 stand Stevens erstmals für eine Woche auf Platz eins des PokerStake-Rankings, das die erfolgreichsten Onlinepoker-Turnierspieler weltweit listet. Nachdem er kurzzeitig von Niklas „Lena900“ Åstedt verdrängt worden war, setzte er sich im Juli 2017 für 2 weitere Wochen an die Spitze. Vom 5. bis 11. Dezember 2020 war der Belgier erneut Führender. Vom 10. bis 23. März 2021 führte er das Ranking abermals für 2 Wochen an.

### Live
Stevens erreichte in seiner Karriere bei genau zwei Live-Pokerturnieren die bezahlten Plätze. Seine erste Geldplatzierung erzielte er Anfang Dezember 2015 beim High-Roller-Event der Belgian Poker Challenge in Namur, als er den mit rund 7000 Euro dotierten sechsten Platz belegte.